# 奧本 (密西西比州)
奧本（英語：Auburn）是位於美國密西西比州林肯縣的非建制地區。

## 歷史
奧本的郵局於1890年設立，其後於1953年停運。該地於1900年時有57人。

## 地理
奧本所處的海拔為高於海平面131米（即430英呎），而該地所採用的時區為UTC-6，即北美中部時區（CST）。同時該地設有夏令時間，為UTC-6調快一小時，即UTC-5（CDT）。